# Rudradaman I
Rudradaman I (zm. ok. 150) - władca Śaków, podporządkował sobie znaczne obszary Indii.
Był synem Dżajdamana i wnukiem Chastana, założyciela wywodzącej się od Śaków dynastii Kardamaka. Zasiadł na tronie około roku 130. Jest oceniany jako jeden z najwybitniejszych władców tej dynastii. Pokonał męża swojej córki Daszkamiry, władcę Andhry - Pulamaję II i przyłączył jego ziemie do swojego państwa. Obszar pod jego władzą obejmował obszary Suraszty, Malwy, Katczchu, Sindu i wiele innych obszarów zachodnich Indii. Z osobą Rudradamana wiąże się też odnowienie sztucznego Jeziora Sudarsana zbudowanego jeszcze przez Czandraguptę  Maurję.